# 和尚鱼
和尚魚，存在於東海，有著人頭烏龜身體，呈現紅色的妖怪。

## 概要

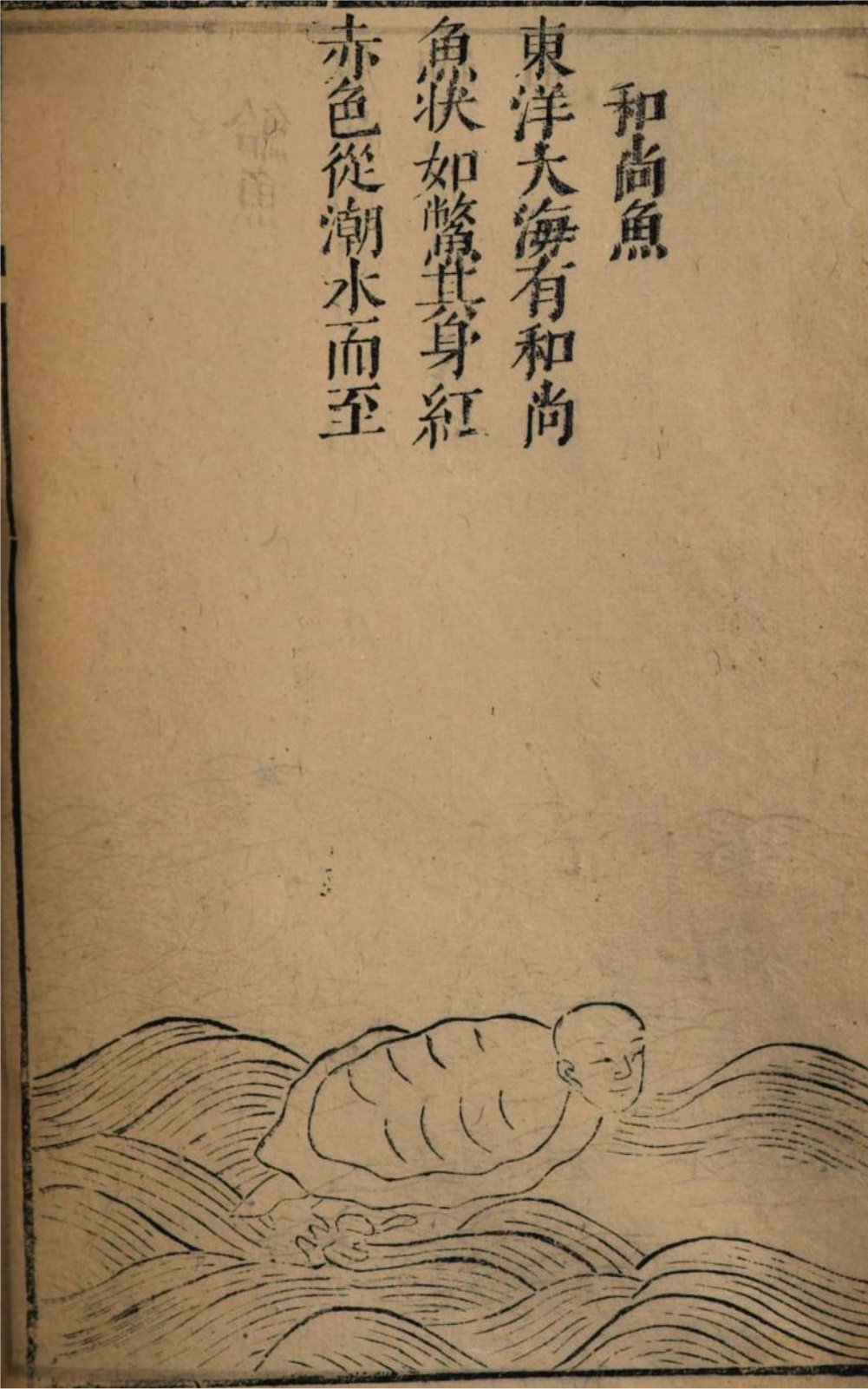
明朝，王圻《三才圖會》

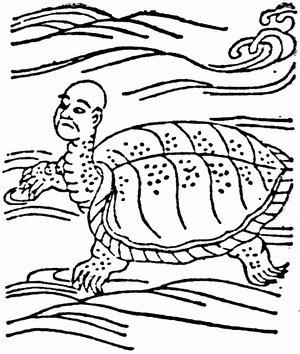
《和漢三才图会》

明代《三才圖會》描述為「和尚頭鱉型外觀身紅色」。
傳到日本的《和漢三才图会》，寺島良安將和尚魚譯為即日本西海的海坊主。
1709年貝原益軒的著作《大和本草》裡，除了原本和尚魚之名，增寫了坊主魚（坊主為日本和尚之意），但沒有過多詳細描述。
《妖怪事典》作者村上健司考察後認為，或可能將海龜視為妖怪。